# Московский ампир

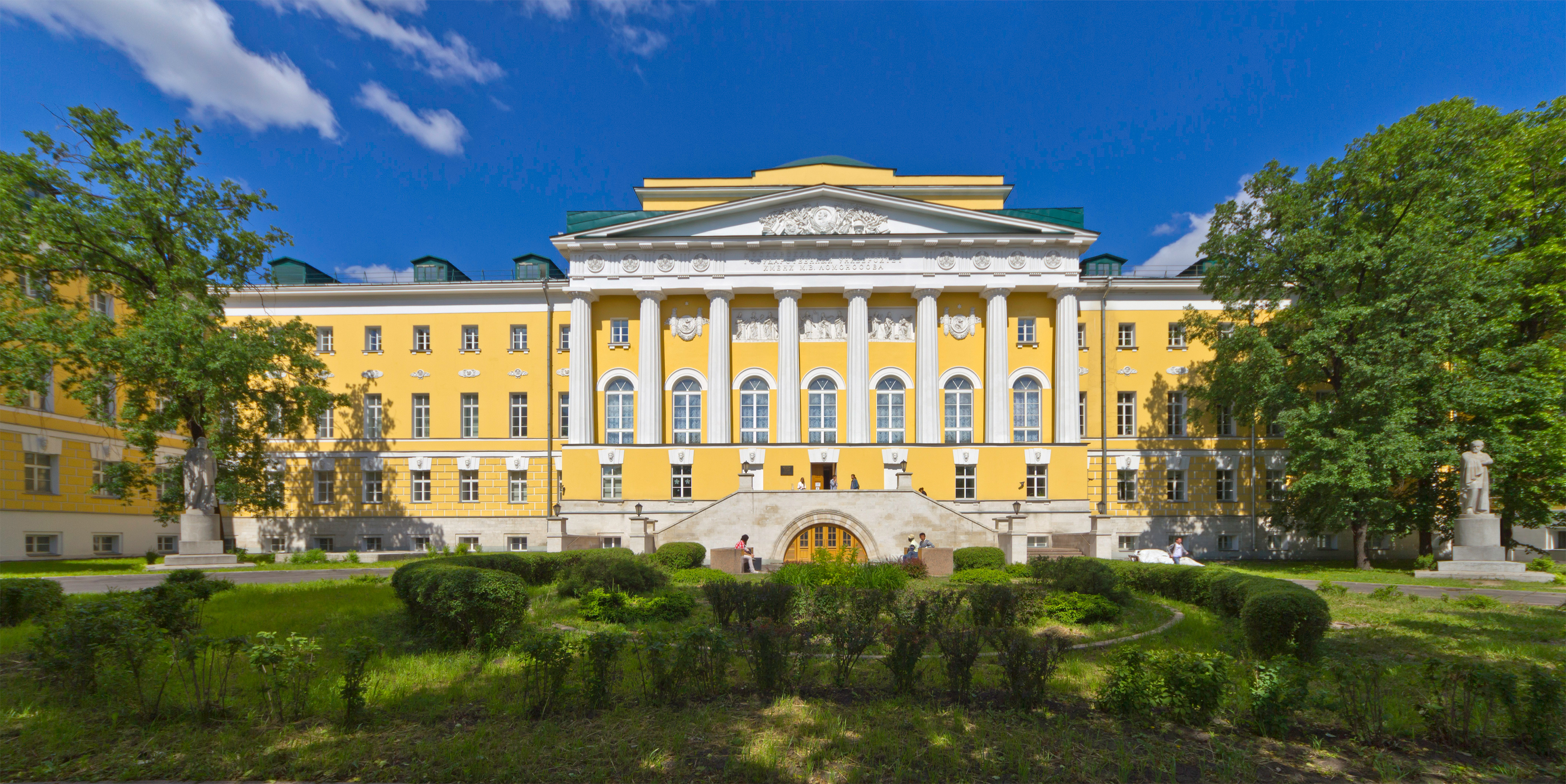
Пример московского ампира: Старое здание Университета (Казаков, Жилярди)

Московский ампир — московская разновидность стиля русский ампир (поздний классицизм), достигшая своего расцвета во второй четверти XIX века. Толчком к появлению московского ампира послужил пожар 1812 года.
В целом ампир был ориентирован на античное архитектурное наследие и содержал такие компоненты как белый дорический восьмиколонный портик, ротонда, лепнина, барельефы и конные скульптурные группы. Москва придала ампиру больше холодности, суровости, помпезности и военной атрибутики. Московский ампир определил стиль «Старой Москвы»
Примерами московского ампира являются Старое здание Университета (Казаков, Жилярди), усадьба Гагарина (Жилярди). Также ампир представлен Манежем, Первой градской больницей, Провиантскими складами, церквями (храм святого Людовика) и Триумфальной аркой.